# Retrato inacabado de Franklin D. Roosevelt
O Quadro Inacabado é uma aguarela de Franklin Delano Roosevelt que estava em progresso aquando do colapso e morte do mesmo.

## História
Em 1943, a pintora Elizabeth Shoumatoff recebeu uma notícia da sua amiga e cliente Lucy Mercer Rutherfurd, que também era conhecida por ser a amante do presidente:
Rutherfurd acabaria por fazer um arranjo com Shoumatoff, tendo a última concordado com trabalhar por dois dias daquele dia a duas semanas. Ela disse do arranjo: "Fui presa em algo que jamais tinha desejado ou planeado." Ela acabaria por falar de não ser capaz de recusar a honra de ser selecionada para uma encomenda presidencial.

## O quadro
Elizabeth Shoumatoff teria começado a trabalhar no retrato do presidente por volta do meio-dia de 12 de abril de 1945. Roosevelt era servido do seu almoço quando disse "Tenho uma dor horrível na nuca." Caiu de seguida para a frente na sua cadeira, inconsciente, sendo levado para o seu quarto. O cardiologista do presidente, Dr. Howard Bruenn, diagnosticou uma enorme hemorragia cerebral. Roosevelt jamais recuperou a consciência e morreu às 15:35 do mesmo dia. Shoumatoff jamais acabou o retrato.
O Retrato Inacabado está pendurado no antigo retiro de saúde e relaxamento de Roosevelt em Warm Springs, na Geórgia, conhecida como a Pequena Casa Branca.
Mais tarde, Shoumatoff decidiu terminar o retrato em memória de FDR. Pintou um novo quadro baseado no que se lembrava. Uma diferença é a cor da gravata: vermelha no original; azul no acabado. Todos os outros aspetos são completamente idênticos. O quadro acabado reside agora ao lado do inacabado, ambos em Warm Springs.